# Europese kampioenschappen kunstschaatsen 2006

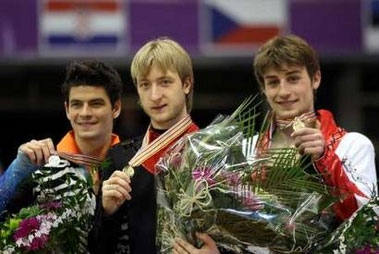
Huldiging kunstschaatsers tijdens de Europese kampioenschappen kunstschaatsen 2006

De Europese Kampioenschappen kunstschaatsen zijn wedstrijden die samen een jaarlijks terugkerend evenement vormen, georganiseerd door de Internationale Schaatsunie (ISU).
De kampioenschappen van 2006 vonden plaats van 17 januari tot en met 22 januari in het Palais des Sports in Lyon. Het was de tweede keer na het EK van 1982 dat de kampioenschappen in Lyon werden gehouden en de zevende keer dat ze in Frankrijk plaatsvonden. Eerder waren Parijs (1932, 1956, 1996), Grenoble (1964) en Straatsburg (1978) gaststeden.
Voor de mannen was het de 98e editie, voor de vrouwen en paren was het de 70e editie en voor de ijsdansers de 53e editie.
Dit evenement is een van de vier kampioenschappen die de ISU jaarlijks organiseert. De andere kampioenschappen zijn de Wereldkampioenschappen, de WK voor junioren en het Viercontinentenkampioenschap (voor Afrika, Azië, Amerika en Oceanië).
| Programma | Programma          | Programma           | Programma            | Programma          | Programma           | Programma         | Programma |
| --------- | ------------------ | ------------------- | -------------------- | ------------------ | ------------------- | ----------------- | --------- |
|           | dinsdag 17 januari | woensdag 18 januari | donderdag 19 januari | vrijdag 20 januari | zaterdag 21 januari | zondag 22 januari |           |
| Paren     | korte kür          | lange kür           |                      |                    |                     | Gala              |           |
| Vrouwen   |                    | korte kür           | lange kür            |                    |                     | Gala              |           |
| IJsdansen | verplichte kür     |                     | originele kür        | lange kür          |                     | Gala              |           |
| Mannen    |                    |                     |                      | korte kür          | lange kür           | Gala              |           |

## Deelnemende landen
Alle Europese ISU-leden hadden het recht om één startplaats per discipline in te vullen. Extra startplaatsen (met en maximum van drie per discipline) zijn verdiend op basis van eindklasseringen op het EK van 2005
Vierendertig landen schreven deelnemers in voor dit toernooi, zij zouden samen 104 startplaatsen invullen. Rusland nam met het maximale aantal van twaalf startplaatsen deel aan dit toernooi.
Voor België nam Kevin Van der Perren voor de zevende keer deel in het mannentoernooi en debuteerde Kirsten Verbist in het vrouwentoernooi. Voor Nederland debuteerde Martine Zuiderwijk in het vrouwentoernooi.
(Tussen haakjes het totaal aantal startplaatsen over de vier disciplines.)
| Rusland (12) Duitsland (7) Frankrijk (7) Oekraïne (6) Hongarije (5) Italië (5) Zwitserland (5) | Finland (4) Verenigd Koninkrijk (4) Tsjechië (4) Bulgarije (3) Israël (3) Kroatië (3) Litouwen (3) | Polen (3) Roemenië (3) Zweden (3) België (2) Estland (2) Oostenrijk (2) Servië en Montenegro (2) | Slovenië (2) Slowakije (2) Turkije (2) Armenië (1) Azerbeidzjan (1) Georgië (1) Griekenland (1) | Letland (1) Luxemburg (1) Nederland (1) Noorwegen (1) Spanje (1) Wit-Rusland (1) |

## Medaille verdeling
Bij de mannen behaalde de Rus Jevgeni Ploesjenko zijn vijfde Europese titel. In 2000, 2001 en 2003, 2004 werd hij eerder kampioen. Het was zijn achtste medaille, in 1998, 1999 en 2004 werd hij tweede. De Zwitser Stéphane Lambiel op plaats twee, behaalde zijn eerste medaille bij de EK Kunstschaatsen. Het was de vijfde medaille voor Zwitserland bij de mannen. Georg Gautschi (3e in 1926, 2e in 1929) en Hans Gerschwiler (1e in 1947, 2e in 1948) wonnen voor hem de vier medailles. De Fransman Brian Joubert, werd derde, het was zijn vijfde medaille, in 2004 werd hij Europees kampioen, in 2003, 2005 tweede en in 2002 werd hij ook derde.
Bij de vrouwen behaalde de Russin Irina Sloetskaja haar zevende Europese titel. In 1996, 1997, 2000, 2001, 2003 en 2005 werd zij eerder kampioen. Het was haar negende medaille, in 1998 en 2002 werd zij tweede. Haar landgenote Jelena Sokolova op de tweede plaats behaalde haar derde medaille, in 2003 werd ze ook tweede en in 2004 derde. De Italiaanse Carolina Kostner op de derde plaats behaalde haar eerste medaille bij de EK kunstschaatsen en de vijfde medaille voor Italië bij de vrouwen. Rita Trapanese (3e in 1971 en 2e in 1972) en Susanna Driano (3e in 1977 en 1980) wonnen de eerste vier.
Bij de paren werd het Russische paar Tatiana Totmianina / Maxim Marinin voor de vijfde keer op rij Europees kampioen. Het was hun zesde medaille, in 2001 werden ze tweede. Het Duitse paar Aliona Savchenko / Robin Szolkowy op plaats twee behaalden hun eerste medaille bij de EK Kunstschaatsen. Het Russische paar Maria Petrova / Aleksej Tichonov, op plaats drie behaalden hun zevende medaille, in 1999 en 2000 werden ze Europees kampioen, in 2004 tweede en in 2002, 2003, 2005 ook derde.
Bij het ijsdansen werd het Russische paar Tatiana Navka / Roman Kostomarov voor de derde keer op rij Europees kampioen. Het was hun vierde medaille, in 2003 werden ze derde. Het Oekraïense paar Olena Hroesjyna / Roeslan Hontsjarov op plaats twee stond voor de derde keer op het erepodium, in 2005 werden ze ook tweede, in 2004 derde. Het Litouwse paar Margarita Drobiazko / Povilas Vanagas op plaats drie behaalden hun tweede medaille, ook in 2000 werden ze derde.
| Discipline | Goud                                | Zilver                               | Brons                                 |
| ---------- | ----------------------------------- | ------------------------------------ | ------------------------------------- |
| Mannen     | Jevgeni Ploesjenko                  | Stéphane Lambiel                     | Brian Joubert                         |
| Vrouwen    | Irina Sloetskaja                    | Jelena Sokolova                      | Carolina Kostner                      |
| Paren      | Tatjana Totmjanina / Maksim Marinin | Aliona Savchenko / Robin Szolkowy    | Maria Petrova / Aleksej Tichonov      |
| IJsdansen  | Tatjana Navka / Roman Kostomarov    | Olena Hroesjyna / Roeslan Hontsjarov | Margarita Drobiazko / Povilas Vanagas |

## Uitslagen
| #                   | naam (deelname)          | land                          | punten | korte kür | lange kür |
| ------------------- | ------------------------ | ----------------------------- | ------ | --------- | --------- |
| Goud                | Jevgeni Ploesjenko (8)   | Vlag van Rusland              | 245.33 | 1         | 1         |
| Zilver              | Stéphane Lambiel (6)     | Vlag van Zwitserland          | 228.87 | 3         | 2         |
| Brons               | Brian Joubert (5)        | Vlag van Frankrijk            | 222.95 | 2         | 3         |
| 4                   | Frédéric Dambier (6)     | Vlag van Frankrijk            | 200.16 | 4         | 5         |
| 5                   | Ilja Klimkin (4)         | Vlag van Rusland              | 197.42 | 8         | 4         |
| 6                   | Alban Préaubert          | Vlag van Frankrijk            | 190.18 | 5         | 8         |
| 7                   | Kevin Van der Perren (7) | Vlag van België               | 182.32 | 11        | 7         |
| 8                   | Silvio Smalun (4)        | Vlag van Duitsland            | 181.73 | 9         | 9         |
| 9                   | Gheorghe Chiper (8)      | Vlag van Roemenië             | 181.51 | 6         | 11        |
| 10                  | Tomáš Verner (4)         | Vlag van Tsjechië             | 178.26 | 7         | 14        |
| 11                  | Ivan Dinev (14)          | Vlag van Bulgarije            | 177.18 | 16        | 6         |
| 12                  | Stefan Lindemann (7)     | Vlag van Duitsland            | 176.70 | 10        | 10        |
| 13                  | Sergej Davydov (6)       | Vlag van Wit-Rusland          | 170.51 | 15        | 13        |
| 14                  | Kristoffer Berntsson (7) | Vlag van Zweden               | 167.37 | 13        | 16        |
| 15                  | Sergej Dobrin            | Vlag van Rusland              | 165.63 | 14        | 17        |
| 16                  | Anton Kovalevski         | Vlag van Oekraïne             | 164.49 | 22        | 12        |
| 17                  | Gregor Urbas (6)         | Vlag van Slovenië             | 162.95 | 18        | 15        |
| 18                  | Viktor Pfeifer (2)       | Vlag van Oostenrijk           | 159.27 | 12        | 19        |
| 19                  | Karel Zelenka (3)        | Vlag van Italië               | 158.96 | 19        | 18        |
| 20                  | Adrian Schultheiss       | Vlag van Zweden               | 149.10 | 17        | 2         |
| 21                  | Jamal Othman (2)         | Vlag van Zwitserland          | 148.85 | 23        | 20        |
| 22                  | Roman Serov (2)          | Vlag van Israël               | 148.10 | 21        | 21        |
| 23                  | Ari-Pekka Nurmenkari (6) | Vlag van Finland              | 137.11 | 20        | 23        |
| 24                  | Aidas Reklys (7)         | Vlag van Litouwen             | 128.51 | 24        | 24        |
| Alleen kwalificatie |                          |                               |        |           |           |
| 25                  | John Hamer (2)           | Vlag van Verenigd Koninkrijk  | 45.99  | 25        |           |
| 26                  | Zoltán Tóth (5)          | Vlag van Hongarije            | 44.93  | 26        |           |
| 27                  | Michael Chrolenko        | Vlag van Noorwegen            | 44.22  | 27        |           |
| 28                  | Przemysław Domański (2)  | Vlag van Polen                | 42.55  | 28        |           |
| 29                  | Trifun Zivanovic (3)     | Vlag van Servië en Montenegro | 42.38  | 29        |           |
| 30                  | Igor Matsipura           | Vlag van Slowakije            | 42.00  | 30        |           |
| 31                  | Zeus Issariotis          | Vlag van Griekenland          | 38.53  | 31        |           |
| 32                  | Alper Ucar (2)           | Vlag van Turkije              | 36.38  | 32        |           |
| 33                  | Boris Martinec           | Vlag van Kroatië              | 35.05  | 33        |           |
| 34                  | Adrian Matei (2)         | Vlag van Roemenië             | 34.79  | 34        |           |
| 35                  | Yediel Canton            | Vlag van Spanje               | 34.52  | 35        |           |

| #                   | naam (deelname)             | land                          | punten | korte kür | lange kür |
| ------------------- | --------------------------- | ----------------------------- | ------ | --------- | --------- |
| Goud                | Irina Sloetskaja (10)       | Vlag van Rusland              | 193.24 | 1         | 1         |
| Zilver              | Jelena Sokolova (4)         | Vlag van Rusland              | 177.81 | 2         | 2         |
| Brons               | Carolina Kostner (4)        | Vlag van Italië               | 172.45 | 5         | 3         |
| 4                   | Sarah Meier (6)             | Vlag van Zwitserland          | 167.16 | 3         | 4         |
| 5                   | Elene Gedevanisjvili        | Vlag van Georgië              | 153.27 | 4         | 6         |
| 6                   | Kiira Korpi (2)             | Vlag van Finland              | 146.37 | 11        | 5         |
| 7                   | Susanna Pöykiö (5)          | Vlag van Finland              | 144.75 | 7         | 8         |
| 8                   | Alisa Drei (8)              | Vlag van Finland              | 141.55 | 9         | 7         |
| 9                   | Viktoria Voltsjkova (6)     | Vlag van Rusland              | 131.88 | 6         | 15        |
| 10                  | Annette Dytrt (4)           | Vlag van Duitsland            | 131.11 | 12        | 9         |
| 11                  | Idora Hegel (7)             | Vlag van Kroatië              | 127.15 | 10        | 11        |
| 12                  | Viktória Pavuk (2)          | Vlag van Hongarije            | 126.88 | 8         | 12        |
| 13                  | Tugba Karademir (5)         | Vlag van Turkije              | 124.72 | 17        | 10        |
| 14                  | Júlia Sebestyén (10)        | Vlag van Hongarije            | 121.90 | 13        | 13        |
| 15                  | Elena Glebova (2)           | Vlag van Estland              | 116.59 | 14        | 16        |
| 16                  | Sonja Radeva (3)            | Vlag van Bulgarije            | 114.24 | 21        | 14        |
| 17                  | Nadege Bobillier            | Vlag van Frankrijk            | 112.88 | 15        | 19        |
| 18                  | Andrea Kreuzer (2)          | Vlag van Oostenrijk           | 111.95 | 20        | 17        |
| 19                  | Valentina Marchei (3)       | Vlag van Italië               | 111.66 | 19        | 18        |
| 20                  | Teodora Poštič (2)          | Vlag van Slovenië             | 111.15 | 18        | 20        |
| 21                  | Martine Zuiderwijk          | Vlag van Nederland            | 104.77 | 16        | 21        |
| 22                  | Ekaterina Proyda            | Vlag van Oekraïne             | 96.47  | 24        | 22        |
| 23                  | Jacqueline Belenyesiová (2) | Vlag van Slowakije            | 94.93  | 23        | 23        |
| 24                  | Lina Johansson (2)          | Vlag van Zweden               | 90.61  | 22        | 24        |
| Alleen kwalificatie |                             |                               |        |           |           |
| 25                  | Fleur Maxwell (2)           | Vlag van Luxemburg            | 37.10  | 25        |           |
| 26                  | Ivana Hudziecová            | Vlag van Tsjechië             | 33.62  | 26        |           |
| 27                  | Cindy Carquillat (2)        | Vlag van Zwitserland          | 31.10  | 27        |           |
| 28                  | Željka Krizmanić            | Vlag van Kroatië              | 29.82  | 28        |           |
| 29                  | Olga Zadvornova             | Vlag van Letland              | 29.62  | 29        |           |
| 30                  | Kirsten Verbist             | Vlag van België               | 29.16  | 30        |           |
| 31                  | Ksenia Jastsenjski (2)      | Vlag van Servië en Montenegro | 23.00  | 31        |           |
| 32                  | Rūta Gajauskaitė            | Vlag van Litouwen             | 22.69  | 32        |           |
| -                   | Roxana Luca (7)             | Vlag van Roemenië             |        | t.z.t. *  |           |

| #      | naam (deelname)                            | land                         | punten | korte kür | lange kür |
| ------ | ------------------------------------------ | ---------------------------- | ------ | --------- | --------- |
| Goud   | Tatjana Totmjanina (8) Maksim Marinin (8)  | Vlag van Rusland             | 195.87 | 1         | 1         |
| Zilver | Aliona Savchenko (4) Robin Szolkowy (2)    | Vlag van Duitsland           | 188.08 | 3         | 2         |
| Brons  | Maria Petrova (10) Aleksej Tichonov (8)    | Vlag van Rusland             | 187.04 | 2         | 3         |
| 4      | Joelija Obertas (7) Sergej Slavnov (3)     | Vlag van Rusland             | 173.90 | 4         | 4         |
| 5      | Dorota Zagórska (12) Mariusz Siudek (14)   | Vlag van Polen               | 153.67 | 5         | 5         |
| 6      | Marylin Pla (3) Yannick Bonheur (3)        | Vlag van Frankrijk           | 138.20 | 7         | 6         |
| 7      | Eva-Maria Fitze (5) Rico Rex (5)           | Vlag van Duitsland           | 134.44 | 8         | 7         |
| 8      | Rebecca Handke (3) Daniel Wende (3)        | Vlag van Duitsland           | 130.70 | 6         | 8         |
| 9      | Roemjana Spassova (2) Stanimir Todorov (2) | Vlag van Bulgarije           | 116.40 | 9         | 9         |
| 10     | Joelia Belohlazova (3) Andrej Bech (3)     | Vlag van Oekraïne            | 108.95 | 11        | 10        |
| 11     | Stacey Kemp David King                     | Vlag van Verenigd Koninkrijk | 106.80 | 13        | 11        |
| 12     | Diana Rennik (5) Aleksei Saks (5)          | Vlag van Estland             | 103.06 | 14        | 12        |
| 13     | Alina Dichtjar Filip Zalevski              | Vlag van Oekraïne            | 101.02 | 12        | 13        |
| -      | Olga Prokuronova Karel Štefl (2)           | Vlag van Tsjechië            |        | 10        | t.z.t. *  |

| #      | naam (deelname)                               | land                         | punten | verpl. kür | org. kür | vrije kür |
| ------ | --------------------------------------------- | ---------------------------- | ------ | ---------- | -------- | --------- |
| Goud   | Tatjana Navka (12) Roman Kostomarov (7)       | Vlag van Rusland             | 202.32 | 3          | 1        | 1         |
| Zilver | Olena Hroesjyna (11) Roeslan Hontsjarov (11)  | Vlag van Oekraïne            | 196.73 | 1          | 3        | 4         |
| Brons  | Margarita Drobiazko (12) Povilas Vanagas (12) | Vlag van Litouwen            | 196.18 | 2          | 5        | 2         |
| 4      | Isabelle Delobel (8) Olivier Schoenfelder (8) | Vlag van Frankrijk           | 194.49 | 4          | 2        | 3         |
| 5      | Galit Chait (10) Sergei Sakhnovski (10)       | Vlag van Israël              | 188.91 | 5          | 4        | 5         |
| 6      | Oksana Domnina (4) Maksim Sjabalin (4)        | Vlag van Rusland             | 175.72 | 7          | 6        | 6         |
| 7      | Federica Faiella (6) Massimo Scali (5)        | Vlag van Italië              | 167.86 | 6          | 7        | 10        |
| 8      | Sinead Kerr (3) John Kerr (3)                 | Vlag van Verenigd Koninkrijk | 167.19 | 8          | 9        | 7         |
| 9      | Kristin Fraser (5) Igor Loekanin (6)          | Vlag van Azerbeidzjan        | 165.62 | 9          | 8        | 9         |
| 10     | Jana Chochlova Sergej Novitski                | Vlag van Rusland             | 162.65 | 10         | 10       | 8         |
| 11     | Nathalie Pechalat (2) Fabian Bourzat (2)      | Vlag van Frankrijk           | 156.46 | 11         | 11       | 11        |
| 12     | Nóra Hoffmann (4) Attila Elek (4)             | Vlag van Hongarije           | 152.25 | 13         | 12       | 12        |
| 13     | Christina Beier (3) William Beier (3)         | Vlag van Duitsland           | 151.04 | 12         | 13       | 13        |
| 14     | Anastasia Grebenkina (3) Vazgen Azrojan (6)   | Vlag van Armenië             | 144.52 | 14         | 14       | 14        |
| 15     | Alexandra Zaretski Roman Zaretski             | Vlag van Israël              | 138.47 | 17         | 15       | 15        |
| 16     | Aleksandra Kauc (4) Michał Zych (3)           | Vlag van Polen               | 135.91 | 16         | 17       | 16        |
| 17     | Joelia Holovina (5) Oleg Voiko (7)            | Vlag van Oekraïne            | 135.87 | 15         | 16       | 17        |
| 18     | Alessia Aureli (3) Andrea Vaturi (3)          | Vlag van Italië              | 128.07 | 19         | 18       | 18        |
| 19     | Kamila Hájková David Vincour                  | Vlag van Tsjechië            | 127.77 | 18         | 20       | 19        |
| 20     | Phillipa Towler-Green Phillip Poole           | Vlag van Verenigd Koninkrijk | 122.92 | 20         | 19       | 21        |
| 21     | Zsuzsanna Nagy György Elek                    | Vlag van Hongarije           | 118.89 | 21         | 21       | 20        |
| 22     | Leonie Krail Oscar Peter (2)                  | Vlag van Zwitserland         | 109.94 | 22         | 22       | 22        |

Medaillewinnaars

Mannen · 
Vrouwen ·
Paren · 
IJsdansen

Toernooi

1891 · 
1892 · 
1893 · 
1894 · 
1895 · 
1896-1897 · 
1898 · 
1899 · 
1900 · 
1901 · 
1902-1903 · 
1904 · 
1905 · 
1906 · 
1907 · 
1908 · 
1909 · 
1910 · 
1911 · 
1912 · 
1913 · 
1914 · 
1915-1921 · 
1922 · 
1923 · 
1924 · 
1925 · 
1926 · 
1927 · 
1928 · 
1929 · 
1930 · 
1931 · 
1932 · 
1933 · 
1934 · 
1935 · 
1936 · 
1937 · 
1938 · 
1939 ·
1940-1946 · 
1947 · 
1948 · 
1949 · 
1950 · 
1951 · 
1952 · 
1953 · 
1954 · 
1955 · 
1956 · 
1957 · 
1958 · 
1959 · 
1960 · 
1961 · 
1962 · 
1963 · 
1964 · 
1965 · 
1966 · 
1967 · 
1968 · 
1969 · 
1970 · 
1971 · 
1972 · 
1973 · 
1974 · 
1975 · 
1976 · 
1977 · 
1978 · 
1979 · 
1980 · 
1981 · 
1982 · 
1983 · 
1984 · 
1985 · 
1986 · 
1987 · 
1988 · 
1989 · 
1990 · 
1991 · 
1992 · 
1993 · 
1994 · 
1995 ·
1996 · 
1997 · 
1998 · 
1999 · 
2000 · 
2001 · 
2002 · 
2003 · 
2004 · 
2005 · 
2006 ·
2007 ·
2008 ·
2009 ·
2010 ·
2011 ·
2012 ·
2013 ·
2014 ·
2015 ·
2016 ·
2017 ·
2018 ·
2019 ·
2020 ·
2021 · 
2022 · 
2023 · 
2024 · 
2025

WK kunstschaatsen ·
WK kunstschaatsen junioren ·
Viercontinentenkampioenschap ·
Olympische Spelen